# JSwat
JSwat es una interfaz gráfica del depurador Java y por escrito para usar el depurador Java de arquitectura de plataforma. JSwat tiene licencia bajo el Common Development and Distribution License y está disponible tanto en forma de código binario y código fuente. Además de la interfaz gráfica, existe una versión de consola basada que funciona de forma muy parecida a jdb, el depurador que se incluye con el Kit de desarrollo de Java.
Incluye puntos de interrupción con condicionales y monitores; visualización de código de fuente coloreado; paneles de visualización gráfica mostrando subprocesos, marcos (frames) apilados, variables visibles y clases cargadas; interfaz de comandos para funciones más avanzadas; Evaluación de expresión Java, incluida la invocación de método.